# 篠栗九大の森

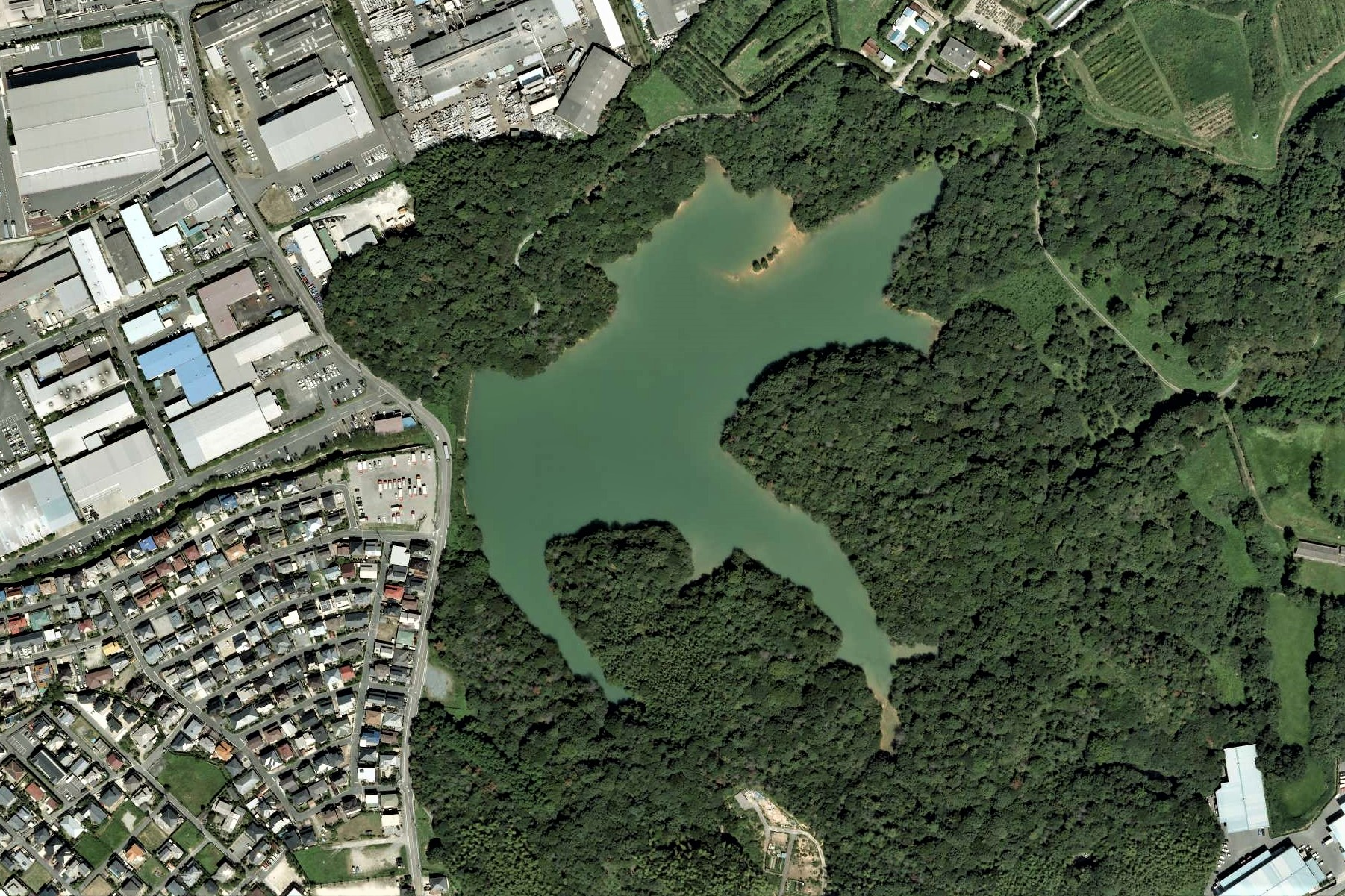
篠栗九大の森付近の空中写真／演習林は画面右側（東側）のフレーム外に大きく広がっているが、画面中央に見える蒲田池の周辺区域を「篠栗九大の森」という。。2007年撮影。

篠栗九大の森（ささぐりきゅうだいのもり）は、日本の北部九州地方、福岡県糟屋郡篠栗町和田に所在する森。九州大学農学部附属演習林の一つである福岡演習林（総面積 約513ha。1922年〈大正11年〉設置）の一角で、敷地の西端にある蒲田池を取り囲む約17haの林地、無料一般開放されている区域である。
一般開放は2010年（平成22年）7月18日に始まった。

## 概要
この森は九州大学（以下、九大）農学部福岡演習林の敷地の一部であり、篠栗町と九大が共同で管理しているエリアに当たる。面積は約17haで、スダジイ、アラカシ、タブノキ、クスノキ、ヤマモモ、コナラ、ネジキ、ハゼノキなど様々な木々が生育している。
エリアの中央にある農業用ため池「蒲田池」を囲む遊歩道等が整備されたうえで、2010年（平成22年）7月18日、町民の健康増進などを目的として無料一般開放が始まった。大学演習林敷地の一般開放は日本初の試みである。林学者・榎木勉（九州大学農学研究院准教授）によれば、現在の森は二次林に当たるもので、この土地はもともとは里山として利用されていたと考えられるという。遊歩道の長さは約2kmでウッドチップが敷かれており、成人男性なら30分ほどで1周できる。また園内には広場や東屋（四阿）なども設けられており、当地は福岡都市圏にあって森林浴を楽しむことができるスポットとなっている。
九大は1977年（昭和52年）、湿地における樹木の生態研究のため、この森では例外的な針葉樹であるラクウショウの苗を蒲田池に植えた。それらは順調に成長し、やがては水面から木々が聳え立つ美しい光景が見られるようになった。2010年代に入ってSNSが普及すると、このラクウショウの画像が「絵画を見ているよう」「ジブリの世界観」などと拡散されたため、篠栗九大の森はいわゆる"インスタ映え"するスポットとして一躍有名となった。その評判は、この森を九州を代表する観光地として紹介する旅行会社も出現するほどで、当地を訪問するバスツアーまでが組まれるようになり、2017年（平成29年）11月には紅葉の見ごろということもあって来訪者数が3万人にまで増加した。一方、想定以上の人気になったことで周辺道路の渋滞が頻繁に発生しているほか、立入禁止区域（後述）に足を踏み込んで写真を撮る訪問者がいるため、町と九大は対応に苦慮している。
前述のとおり、この森はあくまで近隣住民の散策などを想定して開放されており、観光地としての整備は特になされていない。また、敷地内には、スズメバチ、マムシ、イノシシなどといった日本でよく見られる危険生物も生息しており、注意喚起の掲示板が設置されている。安全のため、遊歩道・広場・東屋など以外は立入禁止区域となっており、町や九大ではマナーを守って楽しんでもらうよう呼び掛けている。なお、これとは別に、蒲田池での魚釣り等も許可されていない。

## 施設情報

### 生物相
- 森林植生 - 約50種の常緑広葉樹、約40種の落葉広葉樹、ほか。[3]
- 上層生物相 - スダジイ、アラカシ、タブノキ、クスノキ、ヤマモモ、コナラ、ネジキ、ハゼノキ、ラクウショウ、その他。[3][8]
- 下層生物相 - アオキ、ヒサカキ、その他。昆虫（スズメバチを含む）、小動物（マムシを含む）。ウグイス、キジバト、メジロ、その他。ノウサギ、ニホンジカ、イノシシ、タヌキ、その他。[8]

### 遊歩道
蒲田池を一周する約2km、所要時間 約30分、標高 約35m、高低差 約16mで、路面状態はウッドチップ敷設。研究のために植栽されている貴重な植物群を見ることができる。休憩所を兼ねた視点場として2基 設けられている東屋からは、若杉山と米ノ山を遠望できる。

### 所在地
行政上所在地名（住所）は、福岡県糟屋郡篠栗町和田1009。

### 開園時間
- 4月〜9月 午前6時から午後5時まで
- 10月〜3月 午前7時から午後5時まで

### 交通アクセス
最寄り駅はJR九州篠栗線門松駅で、2km（徒歩25分）ほど離れた場所にある。九大では、隣の篠栗駅下車後、近くのオアシス篠栗（篠栗町総合保健福祉センター）からオアシス篠栗巡回バス（篠栗町による福祉巡回バス）に乗り、「和田健康広場前」で下車することを推奨している。ただし、同バスは無料で利用できるが運行本数が限られており、また毎週月曜日は運休（祝日等の場合を除く）となっている。
その他、西鉄天神高速バスターミナルから西鉄バス筑豊筑豊特急線に乗車、「粕屋警察署前」で下車して徒歩15分（1.2km）という方法もある。また、博多バスターミナルからJR九州バス直方線に乗車し「中久原」下車、徒歩16分（1.3km）でもアクセスできる。
自家用車の場合、九州自動車道福岡インターチェンジから約2.4㎞。福岡市街からの場合は福岡高速4号粕屋線粕屋出入口から約3.8㎞。
駐車場は、北口駐車場と南口駐車場の2か所が設置されている。ただし、いずれも大型バスの利用はできない。また、開園時間以外は施錠される。